# Psałterz z St Albans
Psałterz z St Albans – bogato iluminowany łaciński psałterz z XII wieku.
Psałterz został wykonany około 1123 roku w benedyktyńskim opactwie w St Albans w Anglii, z fundacji i według planu ówczesnego opata, Geoffreya z Gorham. Początkowo przeznaczony był na użytek klasztoru, został jednak podarowany przez mnichów eremitce Christinie z Markyate (zm. 1155), dla której poszerzono go i dodatkowo ozdobiono. Manuskrypt przebywał w opactwie do czasów reformy anglikańskiej i prześladowań katolików. W XVII wieku angielscy benedyktyni wywieźli księgę do klasztoru Lamspringe w Dolnej Saksonii, następnie trafiła do kościoła św. Godeharda w Hildesheim. Obecnie psałterz stanowi część zbiorów Biblioteki Katedralnej w Hildesheim.
Uznawany za jeden z najpiękniejszych przykładów średniowiecznego iluminatorstwa romańskiego psałterz spisany został na welinowych kartach formatu 274×184 mm. Na rękopis składa się 209 kart. Księga zawiera 40 całostronicowych ilustracji ze scenami z Księgi Rodzaju oraz Ewangelii, zaś każdy psalm rozpoczyna się ozdobnym inicjałem ze sceną figuralną. Psalmy poprzedza kalendarz zdobiony scenkami przedstawiającymi prace charakterystyczne dla danego miesiąca, legenda o św. Aleksym w języku starofrancuskim oraz list Grzegorza Wielkiego w obronie kultu obrazów po łacinie i w przekładzie starofrancuskim.

## Przykładowe miniatury z psałterza

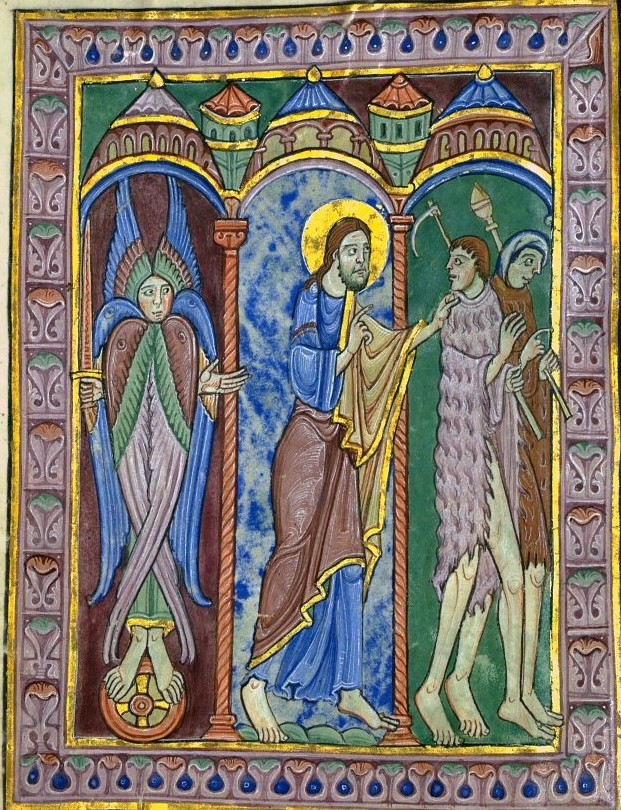
Wygnanie z raju
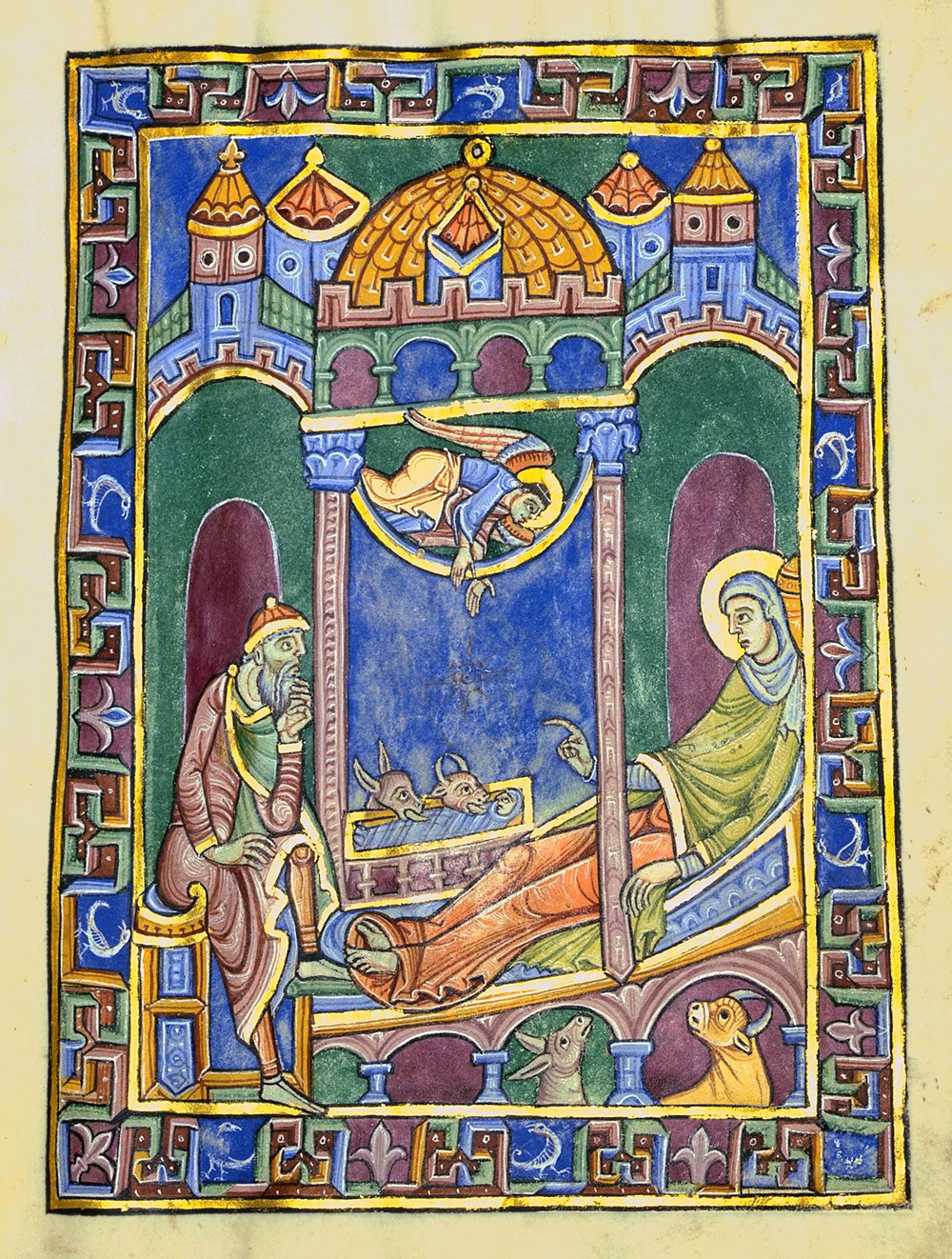
Narodzenie Jezusa
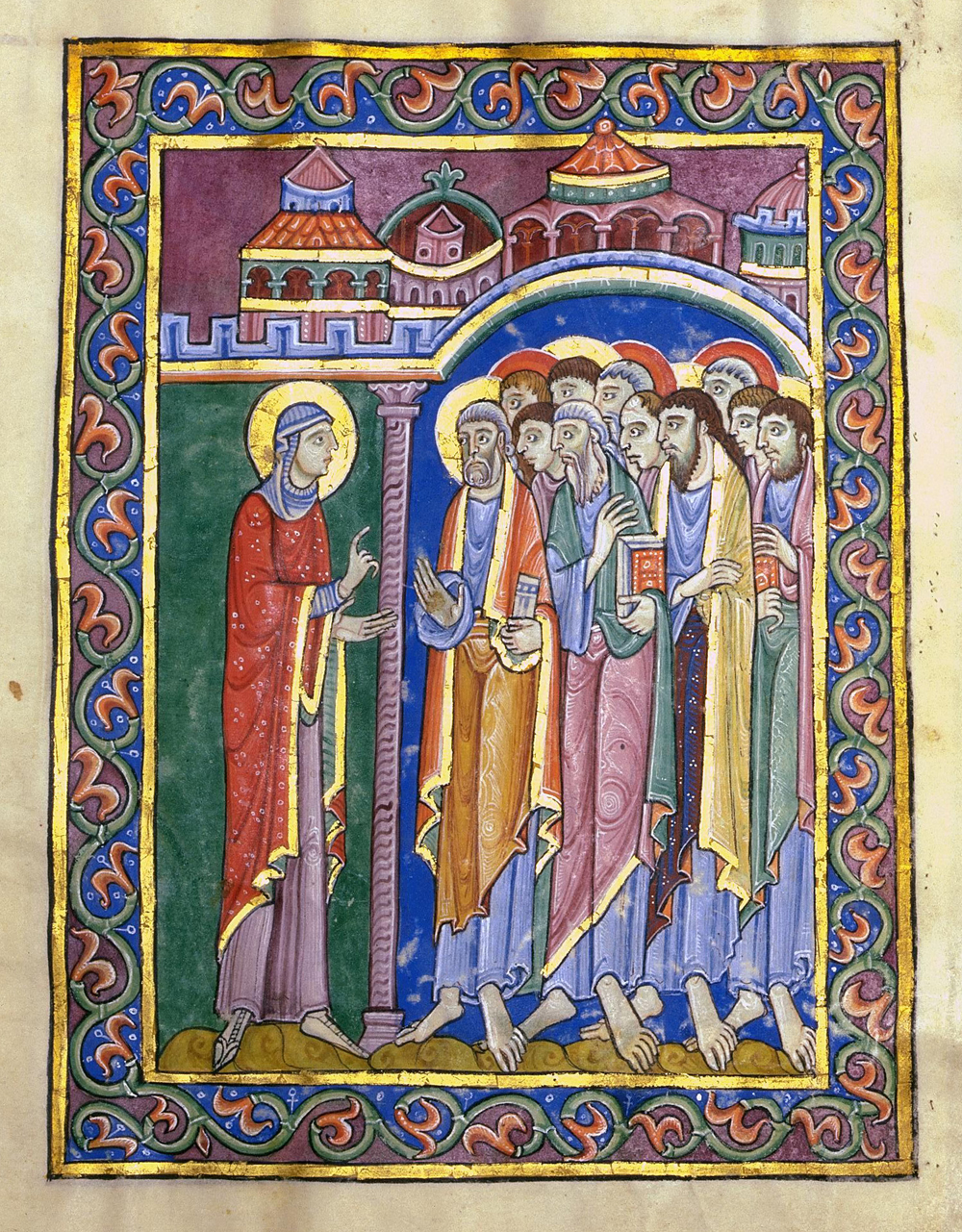
Maria Magdalena przekazuje Apostołom wieść o zmartwychwstaniu
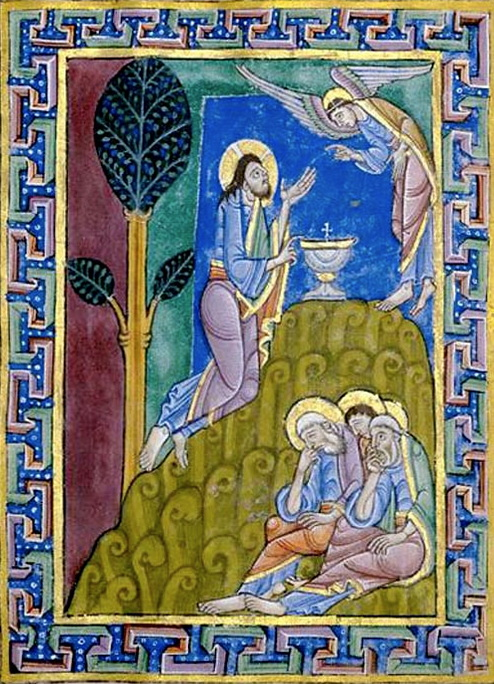
Modlitwa w Ogrójcu
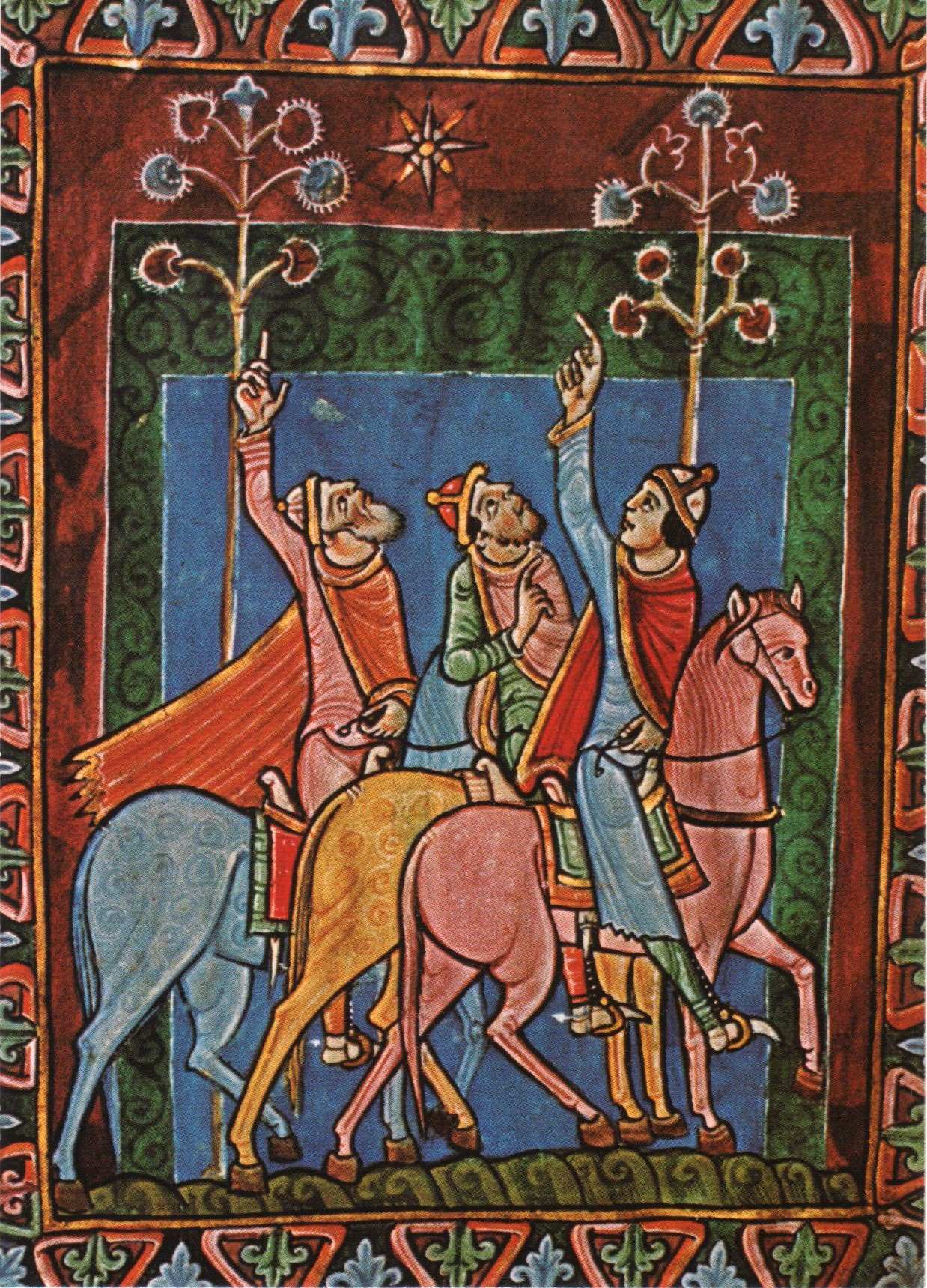
Trzech Króli
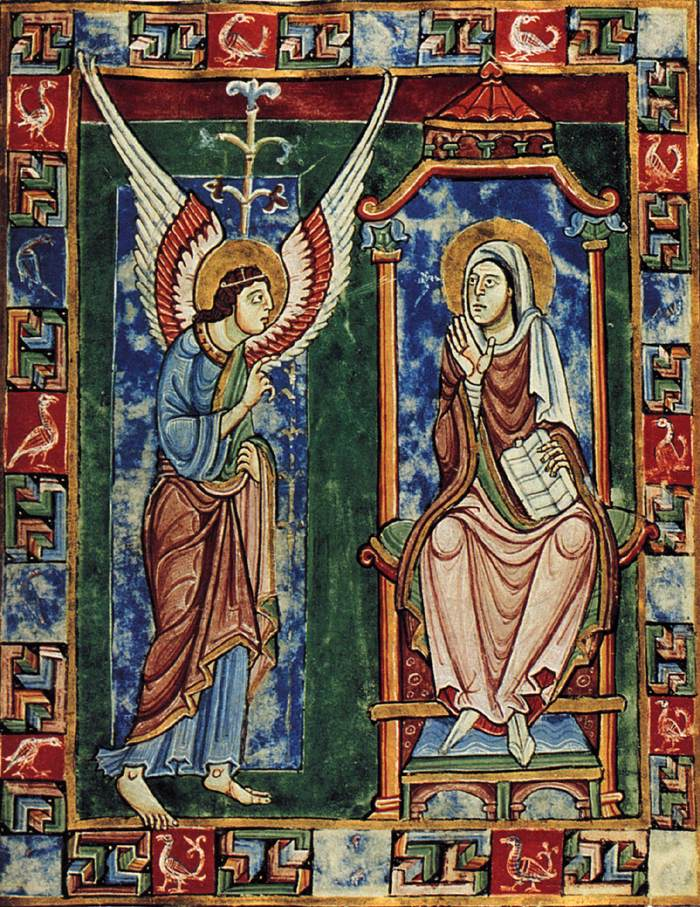
Zwiastowanie
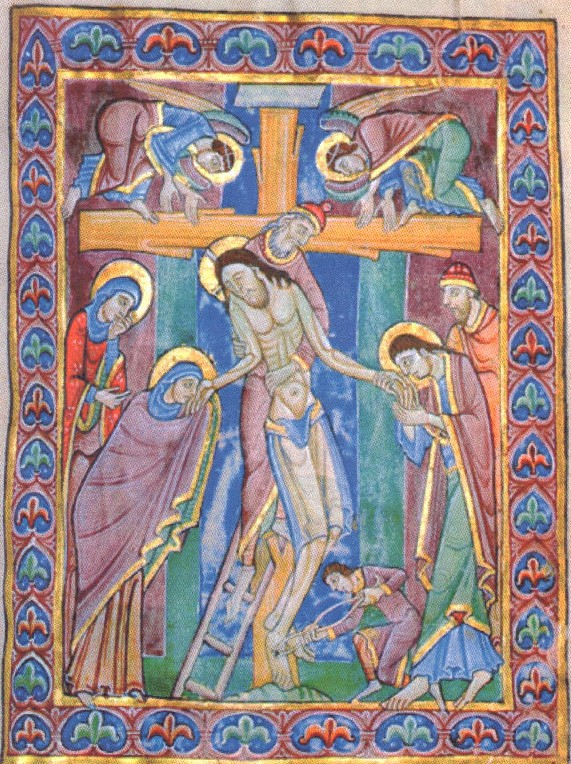
Zdjęcie z krzyża
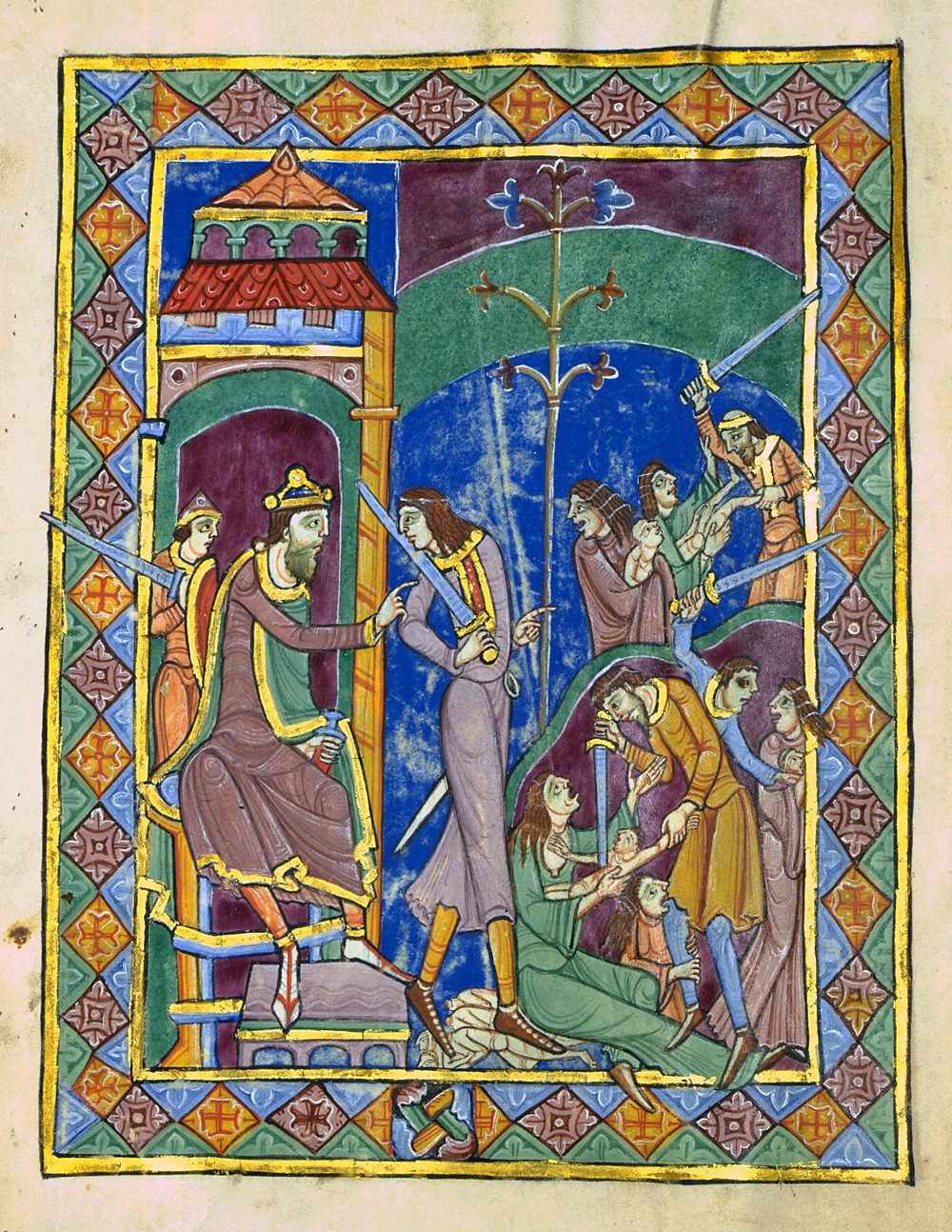
Rzeź niewiniątek